# Calcinus
Calcinus es un género de crustáceos decápodos de la familia Diogenidae.
Como en el resto de la familia, el nombre genérico común de las especies comprendidas en este género es cangrejo ermitaño, ya que, al tener el abdomen fuera de la protección del exoesqueleto, para protegerse se refugia dentro de conchas vacías de moluscos.
Dado el que la mayoría de las especies son similares anatómicamente, la principal característica para su distinción es la coloración. Tienen las pinzas desiguales, siendo más grande la izquierda. Las patas, que se mueven verticalmente, están calcificadas en sus extremos para facilitar la acción excavadora.
Se distribuye en aguas tropicales y subtropicales de todos los océanos. Habita mayoritariamente en arrecifes, aunque su rango de profundidad es entre 0 y 250 m. Asociados, en ocasiones, en relación simbiótica mutualista con especies de anémonas, que se adhieren a la concha del molusco que habitan.

## Especies
El Registro Mundial de Especies Marinas acepta las siguientes especies:
- Calcinus albengai. Poupin & Lemaitre, 2003

- Calcinus anani. Poupin & McLaughlin, 1998

- Calcinus argus. Wooster, 1984

- Calcinus californiensis. Bouvier, 1898

- Calcinus chilensis. (H. Milne Edwards, 1836)

- Calcinus dapsiles. Morgan, 1989

- Calcinus elegans. (H. Milne Edwards, 1836)

- Calcinus explorator. Boone, 1930

- Calcinus gaimardii. (H. Milne Edwards, 1848)

- Calcinus gouti. Poupin, 1997

- Calcinus guamensis. Wooster, 1984

- Calcinus haigae. Wooster, 1984

- Calcinus hakahau. Poupin & McLaughlin, 1998

- Calcinus hazletti. Haig & McLaughlin, 1984

- Calcinus imperialis. Whitelegge, 1901

- Calcinus inconspicuus. Morgan, 1991

- Calcinus isabellae. Poupin, 1997

- Calcinus kurozumii. Asakura & Tachikawa, 2000

- Calcinus laevimanus. (Randall, 1840)

- Calcinus latens. (Randall, 1840)

- Calcinus laurentae. Haig & McLaughlin, 1984

- Calcinus lineapropodus. Morgan & Forest, 1991

- Calcinus mclaughlinae. Poupin & Bouchard, 2006

- Calcinus minutus. Buitendijk, 1937

- Calcinus morgani. Rahayu & Forest, 1999

- Calcinus nitidus. Heller, 1865

- Calcinus obscurus. Stimpson, 1859

- Calcinus orchidae. Poupin, 1997

- Calcinus paradoxus. Bouvier, 1922

- Calcinus pascuensis. Haig, 1974

- Calcinus pulcher. Forest, 1958

- Calcinus revi. Poupin & McLaughlin, 1998

- Calcinus rosaceus. Heller, 1861

- Calcinus seurati. Forest, 1951

- Calcinus sirius. Morgan, 1991

- Calcinus spicatus. Forest, 1951

- Calcinus talismani. A. Milne-Edwards & Bouvier, 1892

- Calcinus tibicen. (Herbst, 1791)

- Calcinus tropidomanus. Lewinsohn, 1981

- Calcinus tubularis .(Linnaeus, 1767)

- Calcinus urabaensis. Campos & Lemaitre, 1994

- Calcinus vachoni. Forest, 1958

- Calcinus vanninii. Gherardi & McLaughlin, 1994

- Calcinus verrillii. (Rathbun, 1901)

## Galería

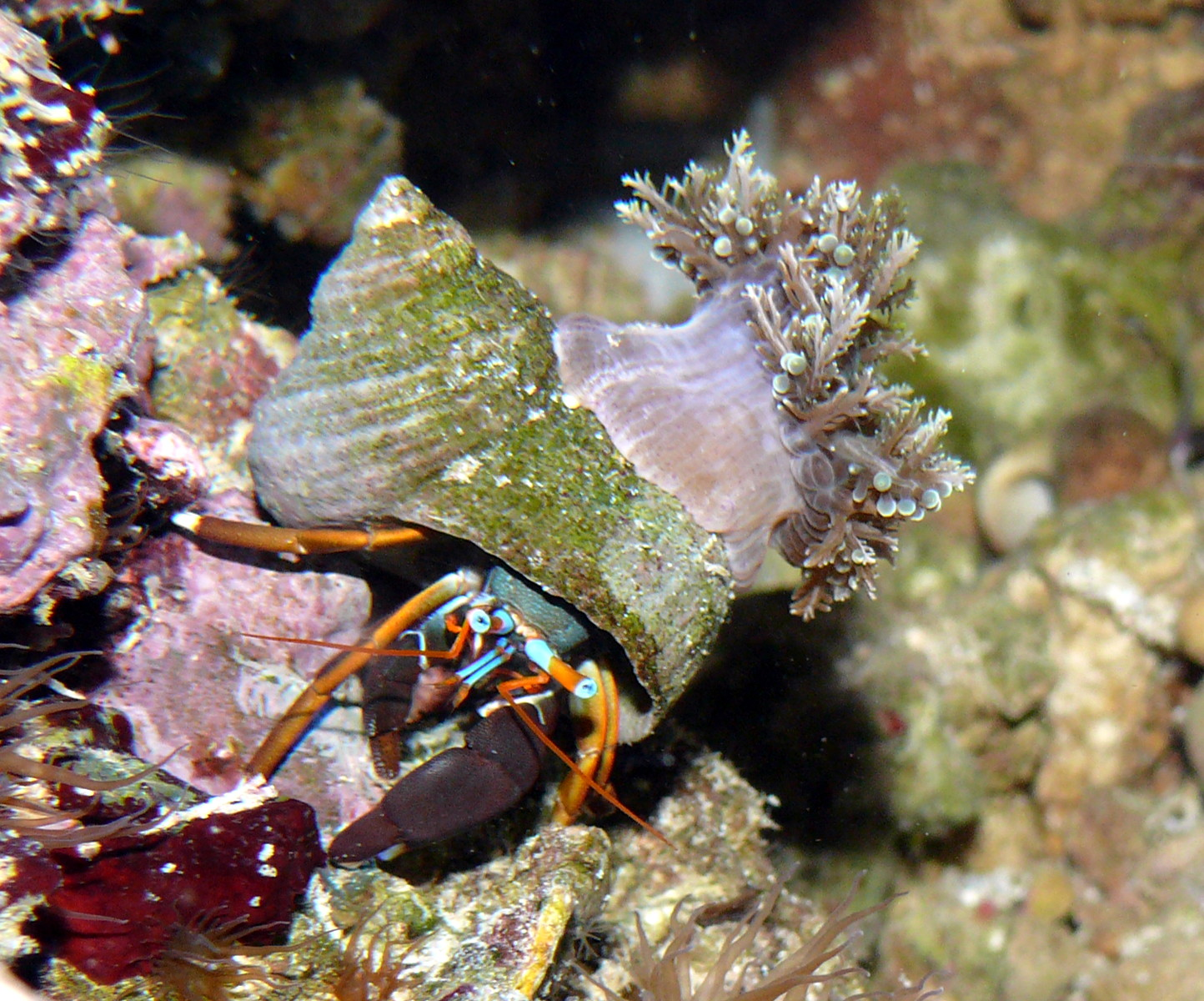
Calcinus laevimanus asociado con la anémona Thalassianthus aster
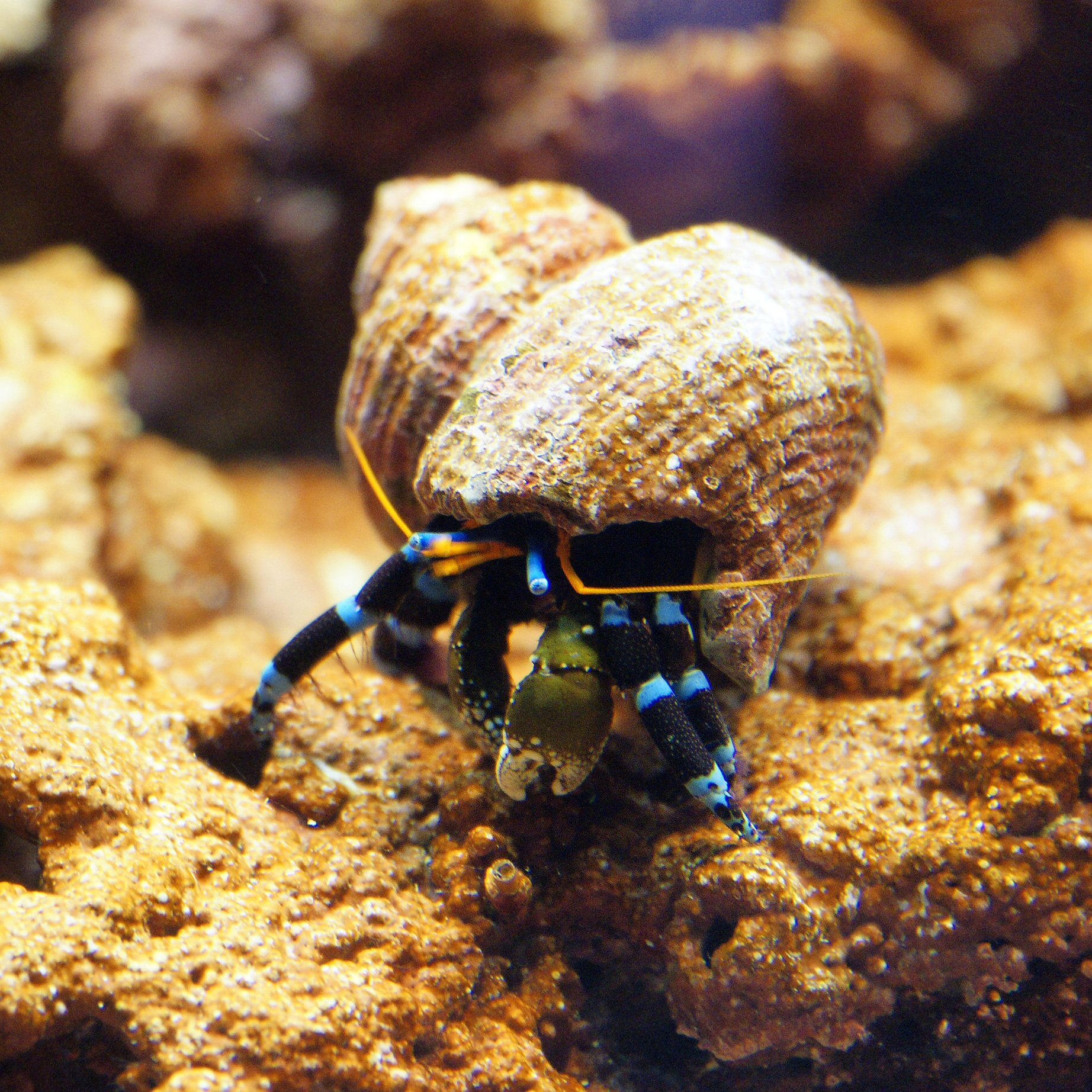
Calcinus elegans
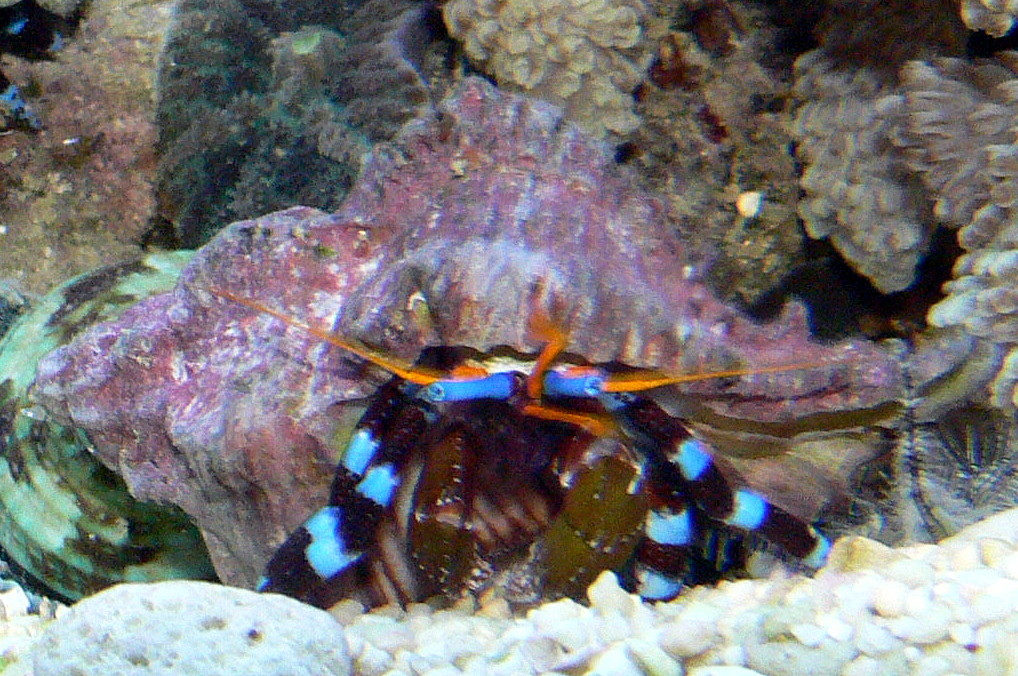
Calcinus elegans
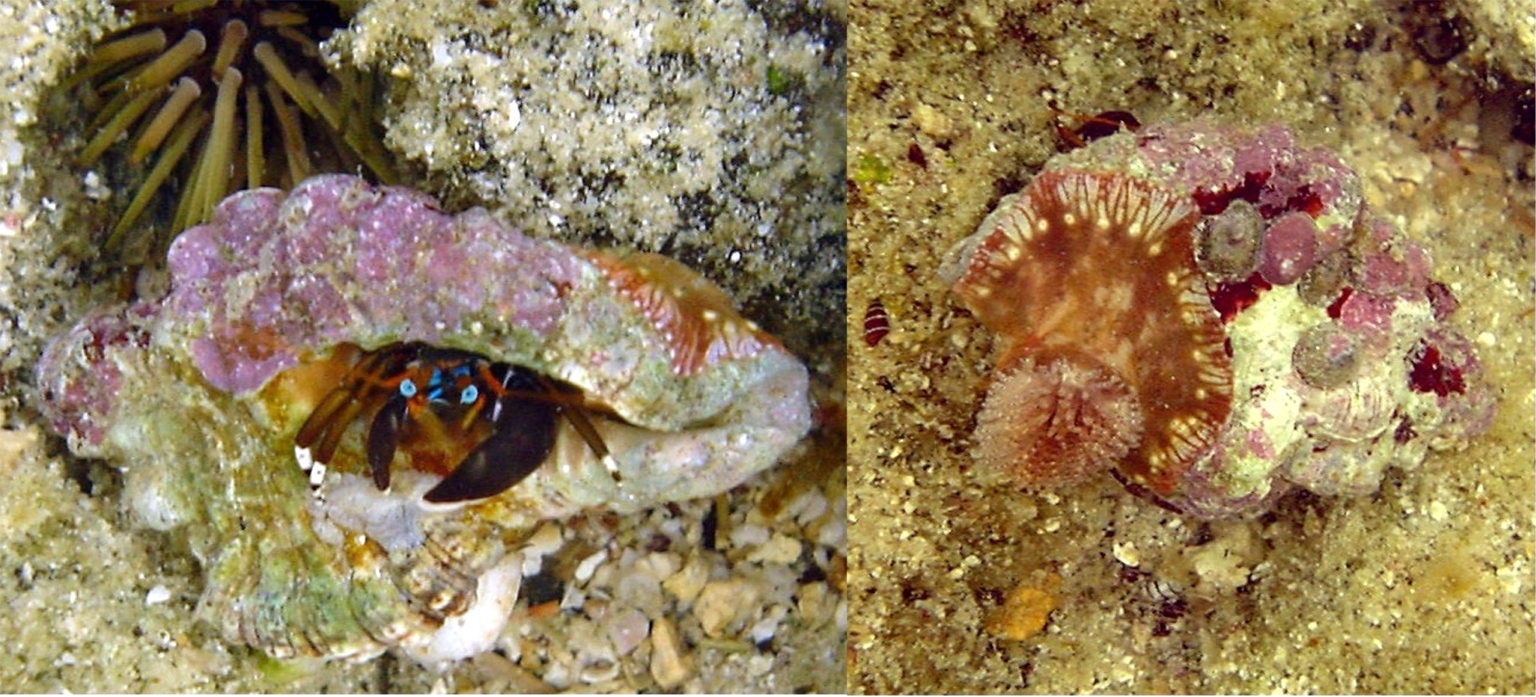
Calcinus laevimanus asociado con una anémona Calliactis
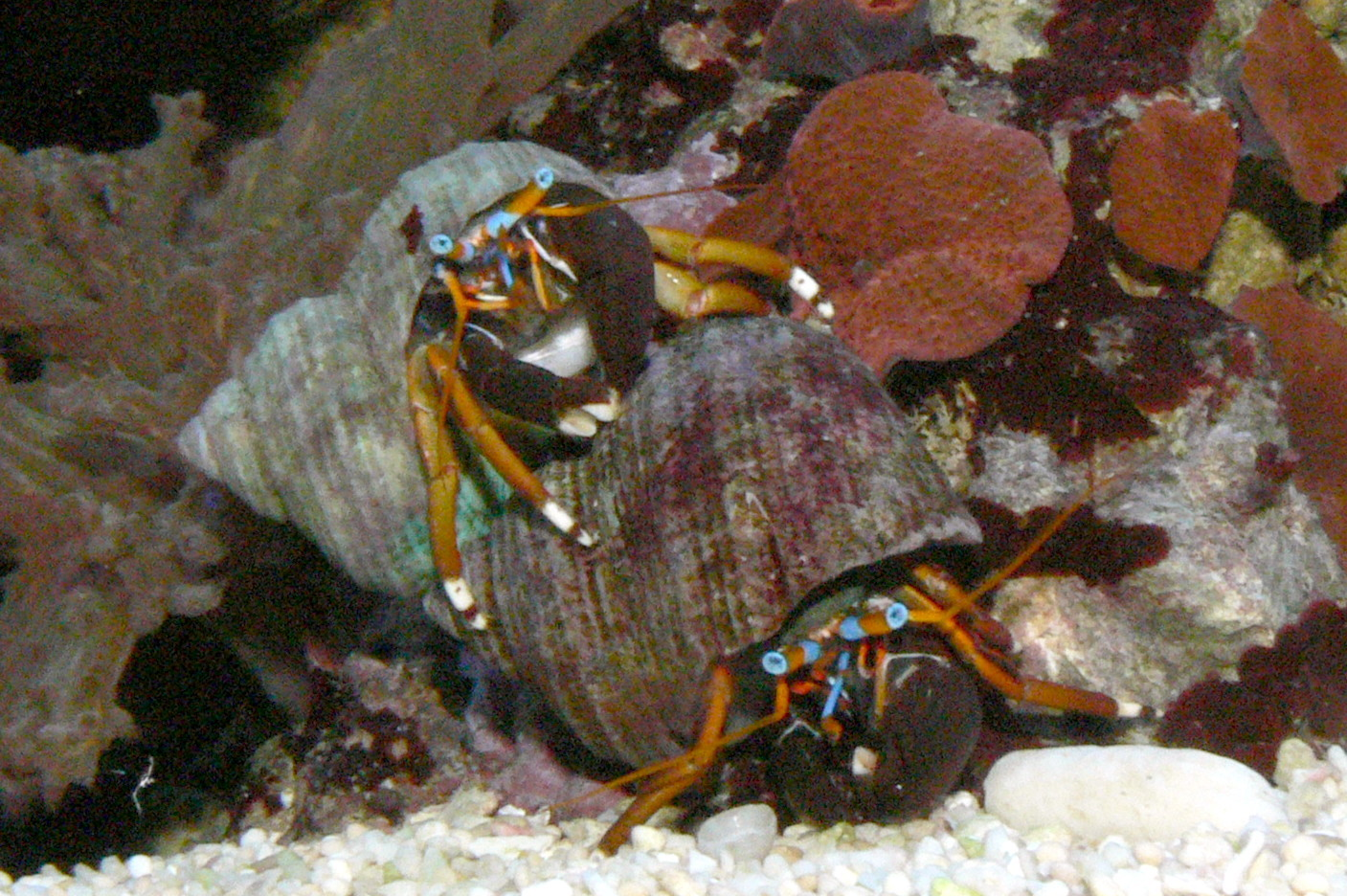
Calcinus laevimanus